# DD-WRT
DD-WRT er et Linux-baseret firmware for adskillige trådløse routere, især kendt for firmware til Linksys WRT54G (inklusiv WRT54GL og WRT54GS). Ligesom lignende projekter, betragtes DD-WRT som en 3. parts firmware løsning designet til at erstatte firmware som er forinstalleret på mange kommercielle routere. Dette gøres af mange forskellige grunde; bl.a. pga. tilføjelsen af egenskaber som typisk ikke er inkluderet i fabrikantens router firmware. 
DD-WRT inkluderer egenskaber som f.eks. Kai network, daemon-baseret services, IPv6, Wireless Distribution System, RADIUS, avanceret servicekvalitet, sendeeffekt styring, overclocking muligheder – og software understøttelse af Secure Digital-kort hardware modifikationer.
Buffalo Technology og andre firmaer har leveret routere forinstalleret med en kundedesignet version af DD-WRT.

## Egenskaber
Liste af egenskaber i alle versioner
|                                                          | Micro (2 MB) | Mini | Nokaid | Standard | VOIP | VPN* | Mega** (8 MB) |
| Access Restrictions                                      | Ja           | Ja   | Ja     | Ja       | Ja   | Ja   | Ja            |
| AnchorFree Arkiveret 2. februar 2009 hos Wayback Machine | Ja           | Ja   | Ja     | Ja       | Ja   | Ja   | Ja            |
| Bandwidth Monitoring                                     | Ja           | Ja   | Ja     | Ja       | Ja   | Ja   | Ja            |
| Chillispot                                               |              |      | Ja     | Ja       |      |      | Ja            |
| Dynamic DNS                                              | Ja           | Ja   | Ja     | Ja       | Ja   | Ja   | Ja            |
| HTTPS Support for Web Management                         |              |      | Ja     | Ja       | Ja   | Ja   | Ja            |
| IPv6***                                                  |              |      | Ja     | Ja       | Ja   | Ja   | Ja            |
| JFFS2*                                                   |              | Ja   | Ja     | Ja       | Ja   | Nej  | Ja            |
| XLink Kai (kaid)                                         |              |      |        | Ja       |      |      | Ja            |
| MMC/ SD Card understøttelse                              |              |      | Ja     | Ja       | Ja   | Ja   | Ja            |
| NoCat                                                    |              |      | Ja     | Ja       | Ja   | Ja   | Ja            |
| OpenVPN                                                  |              |      |        |          |      | Ja   | Ja            |
| PPTP/PPTP Client                                         |              | Ja   | Ja     | Ja       | Ja   | Ja   | Ja            |
| servicekvalitet                                          | Ja           | Ja   | Ja     | Ja       | Ja   | Ja   | Ja            |
| IPv6 Router Advertisement Daemon (radvd)                 | Ja           | Ja   | Ja     | Ja       | Ja   |      | Ja            |
| Linking Routers/Repeater/mBSSID                          | Ja           | Ja   | Ja     | Ja       | Ja   | Ja   | Ja            |
| RFlow (Traffic Information)                              |              |      | Ja     | Ja       | Ja   | Ja   | Ja            |
| Samba/CIFS client                                        |              |      | Ja     | Ja       | Ja   | Ja   | Ja            |
| Milkfish SIP Router                                      |              |      |        |          | Ja   |      | Ja            |
| SNMP                                                     |              |      | Ja     | Ja       | Ja   | Ja   | Ja            |
| SPI Firewall/IPtables                                    | Ja           | Ja   | Ja     | Ja       | Ja   | Ja   | Ja            |
| SSHd                                                     |              | Ja   | Ja     | Ja       | Ja   | Ja   | Ja            |
| Telnetd                                                  | Ja           | Ja   | Ja     | Ja       | Ja   | Ja   | Ja            |
| Sende (Tx) effektstyring                                 | Ja           | Ja   | Ja     | Ja       | Ja   | Ja   | Ja            |
| UPnP                                                     | Ja           | Ja   | Ja     | Ja       | Ja   | Ja   | Ja            |
| Wake On LAN                                              | Ja           | Ja   | Ja     | Ja       | Ja   | Ja   | Ja            |
| WPA/WPA2 Personal/Enterprise                             | Ja           | Ja   | Ja     | Ja       | Ja   | Ja   | Ja            |
| Wiviz                                                    |              | Ja   | Ja     | Ja       | Ja   | Ja   | Ja            |

| *         | Mindre VPN JFFS builds er tilgængelig for 4MB enheder: downloads/others/eko Arkiveret 2. februar 2018 hos Wayback Machine                              |
| **        | Kun på DD-WRT v24 (8MB+ flash-lager kræves) |
| ***       | IPv6-relaterede egenskaber virker ikke som udgangspunkt i DD-WRT v24.                                                                                  |
| Note:     | Tilsyneladende er det muligt at bygge din egen specielt designede firmware pakke med egenskaber du ønsker, dog begrænset at mængden af tilgængelig RAM |
|           | |
| RAM krav: | • Alle versioner kræver 4 MB flash-lager medmindre andet er angivet                                                                                    |
| RAM krav: | • Micro+ kræver 2 MB af flash-lager + 128K bootloader (CFE)                                                                                            |